# Nyctereutes procyonoides
Nyctéreute de sibérie, Chien viverrin continental, Tanuki de Chine
Cet article parle de l’espèce Nyctereutes procyonoides selon Mammal Diversity Database, pour voir l’espèce dans les autres systèmes de classification voir Nyctereutes.
Espèce
Statut de conservation UICN

 LC  : Préoccupation mineure
Répartition géographique
Synonymes
- Canis procyonoides Gray, 1834 (protonyme)
- Canis procgonides Temminck, 1839
- Nyctereutes Var. amurensis Schrenck, 1859
- Nyctereutes sinensis von Brass, 1904
- Nyctereutes amurensis Matschie, 1907
- Nyctereutes stegmanni Matschie, 1907
- Nyctereutes koreensis Mori, 1922

Nyctereutes procyonoides, le Nyctéreute de sibérie, aujourd’hui désigné sous les noms de Chien viverrin continental ou de Tanuki de Chine, est une espèce de mammifères de l'ordre des Carnivores (Carnivora) et de la famille des Canidés (Canidae).       
Originaire d’Asie continentale, cette espèce de chiens viverrins (genre Nyctereutes) fut massivement élevée pour sa fourrure depuis le début du XXe siècle, notamment en Chine et en Russie. Des spécimens se sont échappés ou ont été introduits pour augmenter la production et ont formé depuis des populations dans l'Europe de l'Est. Actuellement en pleine expansion dans le reste de l'Europe, sa présence est indésirable car il est considéré comme une espèce envahissante, et soulève des inquiétudes de santé publique, notamment concernant la transmission de la rage.

## Dénominations
- Nom scientifique valide : Nyctereutes procyonoides (Gray, 1834)[1].
- Noms normalisés anglais : Common raccoon dog, Chinese raccoon dog.
- Noms vulgaires : chien viverrin continental[2], chien viverrin de Chine, tanuki de Chine[3],[4], nyctéreute de Sibérie (vieilli)[5].
- Noms vernaculaires (langage courant) pouvant éventuellement désigner d'autres espèces : chien viverrin[note 1], tanuki[6],[7], chien-martre, chien raton[8], chien-raton laveur, nyctéreute (vieilli)[9].

## Taxonomie

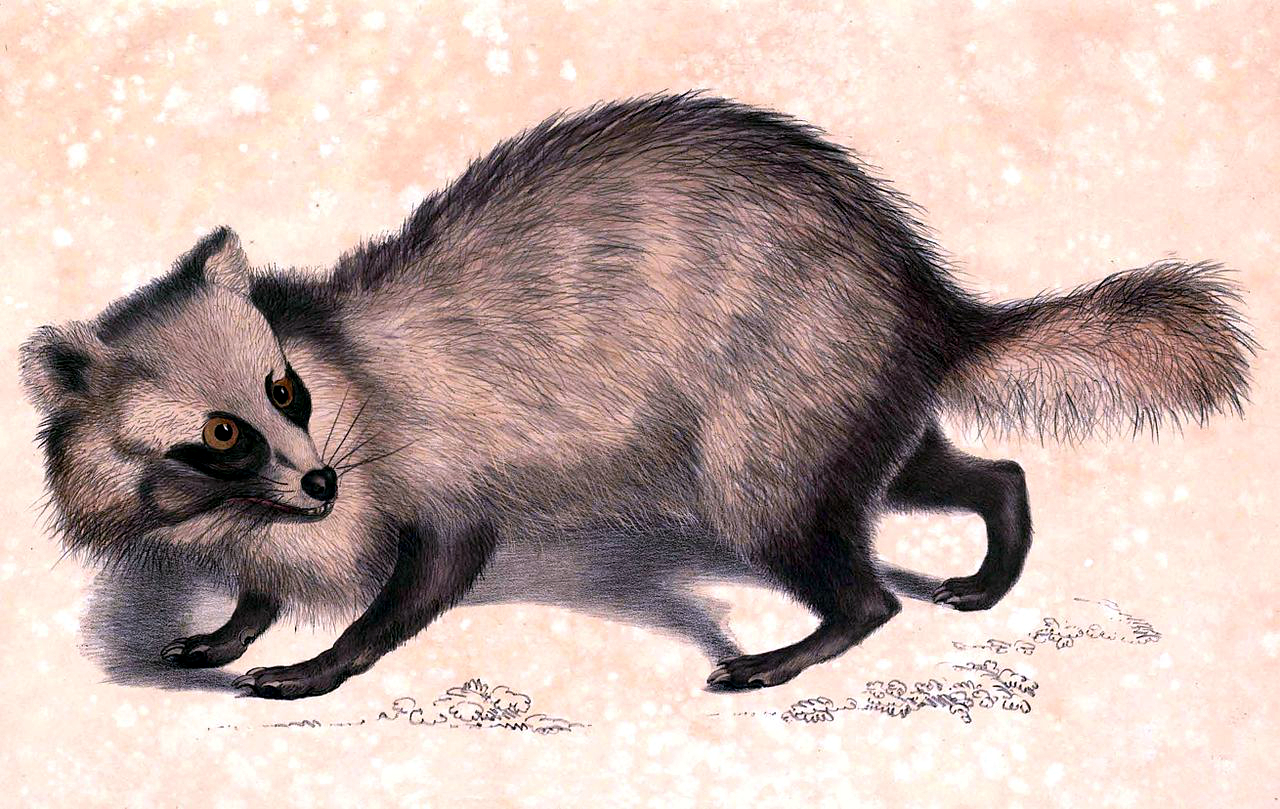
Première illustration occidentale du « Raccoon-faced dog », dans le second volume de la zoologie indienne paru en 1834.

L’espèce fut décrite scientifiquement en 1834 par le biologiste britannique John Edward Gray à partir de croquis issues du second volume de la zoologie indienne de Thomas Hardwick sous le protonyme de Canis procyonoides, l’épithète spécifique procyonoides, néologisme latin de facture grecque, est souvent interprété comme signifiant « avant le chien », interprêté de par sa parenté avec les canidés. Mais en fait, ce terme veut surtout dire « aux allures de raton laveur » dans ce contexte. Par la suite, les populations japonaises de chiens viverrins, d’abord décrites comme une espèce distincte sous le nom de Nyctereutes viverrinus, sur la base de la couleur du pelage, seront rapidement incluse dans cette espèce.    
Dans un bulletin de la revue des sciences naturelles appliqué de la société d’acclimatation de France 1899, l’éleveur de mammifère G. Pays-Mellier a réussi à se procurer un couple de chiens viverrins issu de l’archipel japonais (Nyctéreute du Japon) et une femelle de Sibérie (Nyctéreute de Sibérie) tous désignés sous le nom de « Nyctéreutes procyonoides » rendant l’éleveur perplexe tant les deux populations montrent certaines différences notables comme l’épaisseur du pelage. Finalement, il ne parvient pas à reproduire la femelle de Sibérie avec son mâle du Japon.   
À la fin des années 80 après une analyse comparative sur la base de données ostéologiques entre des individus chinois, finlandais et japonais, il fut constaté que la sous-espèce continentale contenant un nombre de 54 chromosomes contre 38 chez l’espèce japonaise. Actuellement, tout les systèmes de classification ne reconnaissent pas la scission entre les populations continentales et japonaises.    

### Sous-espèces
| Sous-espèce                                                               | Photo | Localisation | Synonymes                                                                      |
| ------------------------------------------------------------------------- | ----- | --- | ------------------------------------------------------------------------------ |
| Chien viverrin de Chine, N. p. procyonoides, sous-espèce type, 1834, Gray |       | Est de la Chine, introduit en Europe.                                                                            | kalininensis (Sorokin, 1958) sinensis (Brass, 1904) stegmanni (Matschie, 1907) |
| Chien viverrin de l'Oussouri, N. p. ussuriensis, 1907, Matschie           |       | Russie (territoires de l'Amour et d'Oussuri), extrême Nord-Est de la Chine, Corée du Nord ; introduit en Europe. | amurensis (Matschie, 1907)                                                     |
| Chien viverrin de Corée, N. p. koreensis, 1922, Mori                      |       | Péninsule de Corée.                                                                                              |                                                                                |
| Chien viverrin du Yunnan, N. p. orestes, 1923, Thomas                     |       | Zone géographique allant du Sud-Ouest de la Chine jusqu'au Nord du Vietnam.                                      |                                                                                |

## Caractéristiques

### Description
Tout comme les autres sous-espèces le chien viverrin continental se caractérise également par un corps longiligne, des membres courts et un masque facial sombre. Cette apparence évoque d'autres animaux comme le raton laveur, le blaireau ou plus particulièrement la civette, avec lesquels il est parfois confondu.
Son crâne et petit, ses oreilles sont courtes et rondes et son museau est fin et allongé. Il possède également un masque facial s’interrompant entre les deux yeux. Il possède cinq doigts sur les membres antérieurs et postérieurs. Les pouces des membres antérieurs sont séparés des autres doigts et sont plus proches des chevilles, une physionomie particulière lui permettant de s’accrocher à l’écorce des troncs d’arbres pour y grimper.

#### Dimensions
Le chien viverrin continental se caractérise par des dimensions généralement plus grandes que le chien viverrin japonais, mais présente toutefois là encore, des dimensions très variables selon les sous-espèces : les populations chinoises et coréennes ont une longueur corporelle d’environ 50 à 58 cm pour une hauteur au garrot de oscillant entre 26 et 50 cm. La longueur de la queue moyenne se situe entre 13 à 25 cm, mais peut être plus petite chez la sous-espèce coréenne, n’atteignant seulement 18 cm. En terme de poids, également : les sous-espèces chinoises et coréennes pèsent entre 3 et 6 kg, 5,3 chez le chien viverrin de Corée, mais celui de Chine peut atteindre une dizaine de kilos avant sa phase de torpeur hivernale. Le chien viverrin de l’Oussouri est assurément la sous-espèce la plus grande de toutes au sein du genre : Il peut mesurer jusqu’à 71 cm de longueur sans la queue, pour une taille d’une cinquantaine de centimètres au garrot et un poids dépassant la douzaine de kilos en hiver.

#### Fourrure
La fourrure du chien viverrin continental se caractérise par rapport à celle du chien viverrin japonais par la longueur et sa couleur : le poil est plus épais et plus long, lui offrant une meilleure isolation thermique au pelage d’hiver pour résister aux grands froids. La couleur du pelage a un aspect plus sale que celui du chien viverrin japonais : selon les sous-espèces, elle tourne autour d’une teinte générale brune grisâtre avec des nuances de brun clair ou de jaunâtre, entrecoupée de poils de garde noirs. La queue est plus foncée que le torse. Une bande sombre est présente sur le dos, qui s'élargit sur les épaules, formant une forme de croix. L'abdomen est brun jaunâtre, tandis que la poitrine est brun foncé ou noirâtre. La face est couverte de poils courts, dont la longueur et la quantité augmentent derrière les yeux. Les joues sont couvertes de longs poils. La fourrure d'été est plus brillante et d'une couleur paille roussâtre.
Des variantes de différentes couleurs ont été obtenues par l’élevage : des variantes blanches et rousses en Chine.  Les différents motifs corporels comme le masque facial sont plus diffus que chez le chien viverrin japonais.

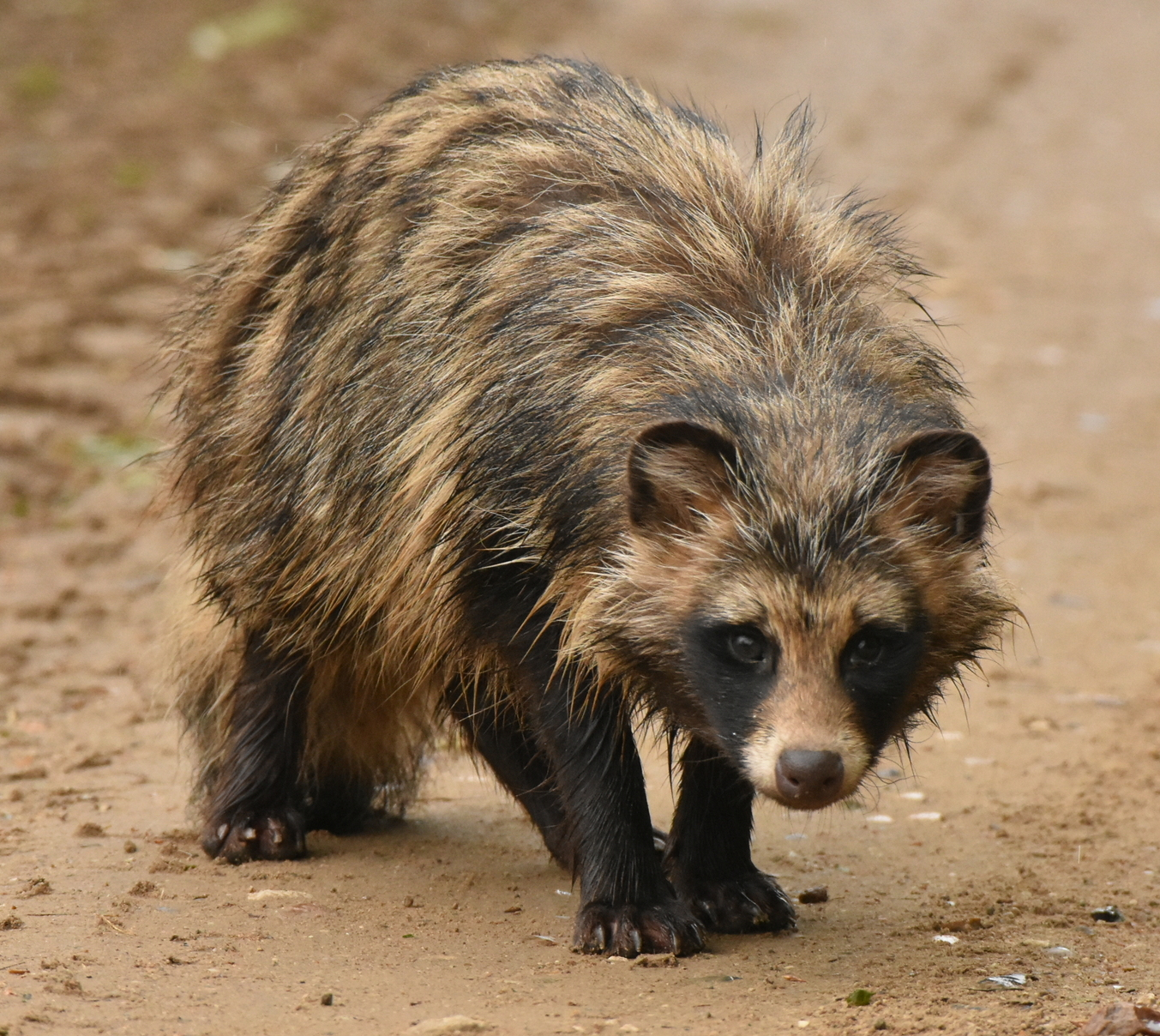
Pelage d’hiver.
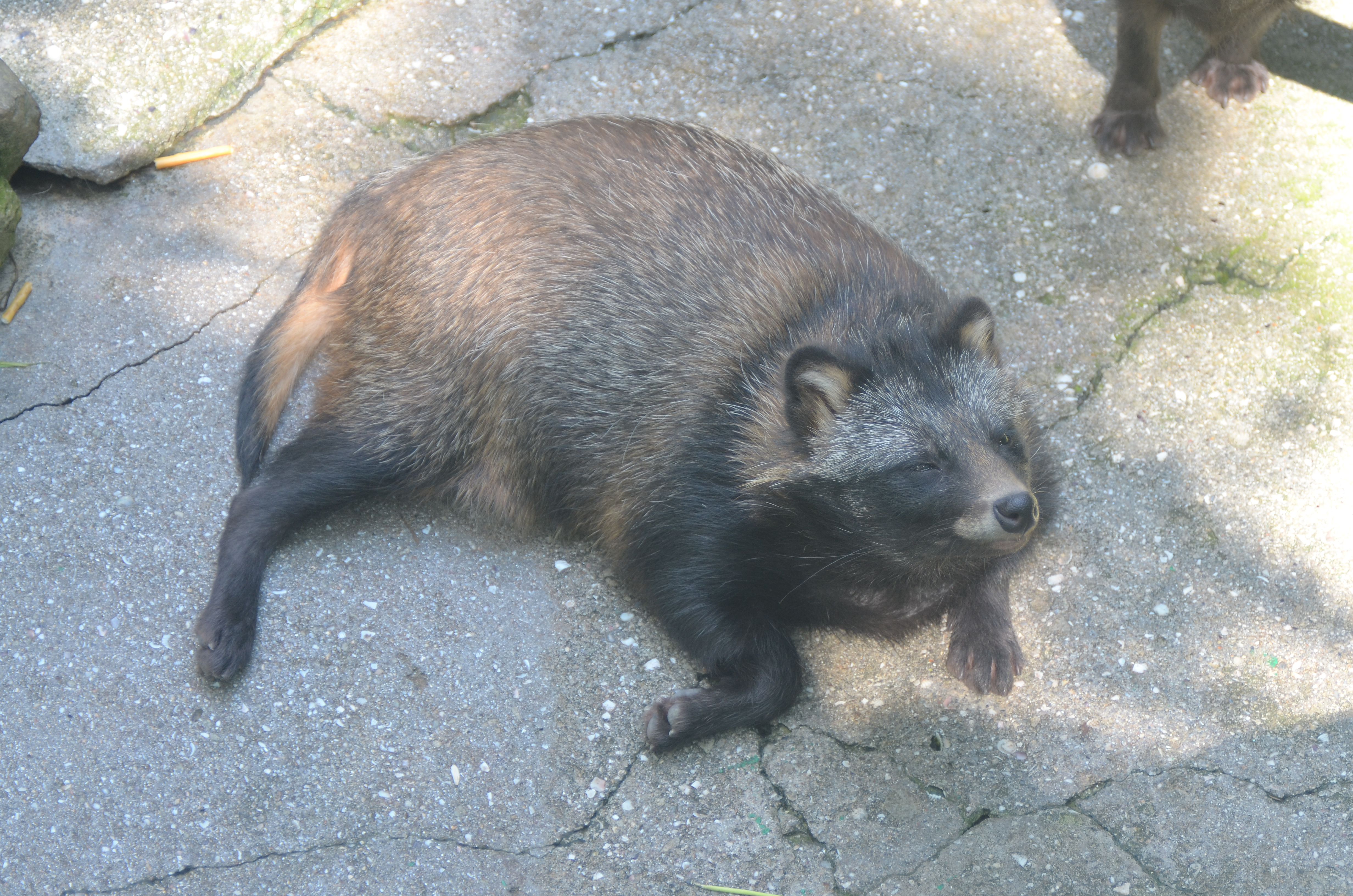
Pelage d’été.
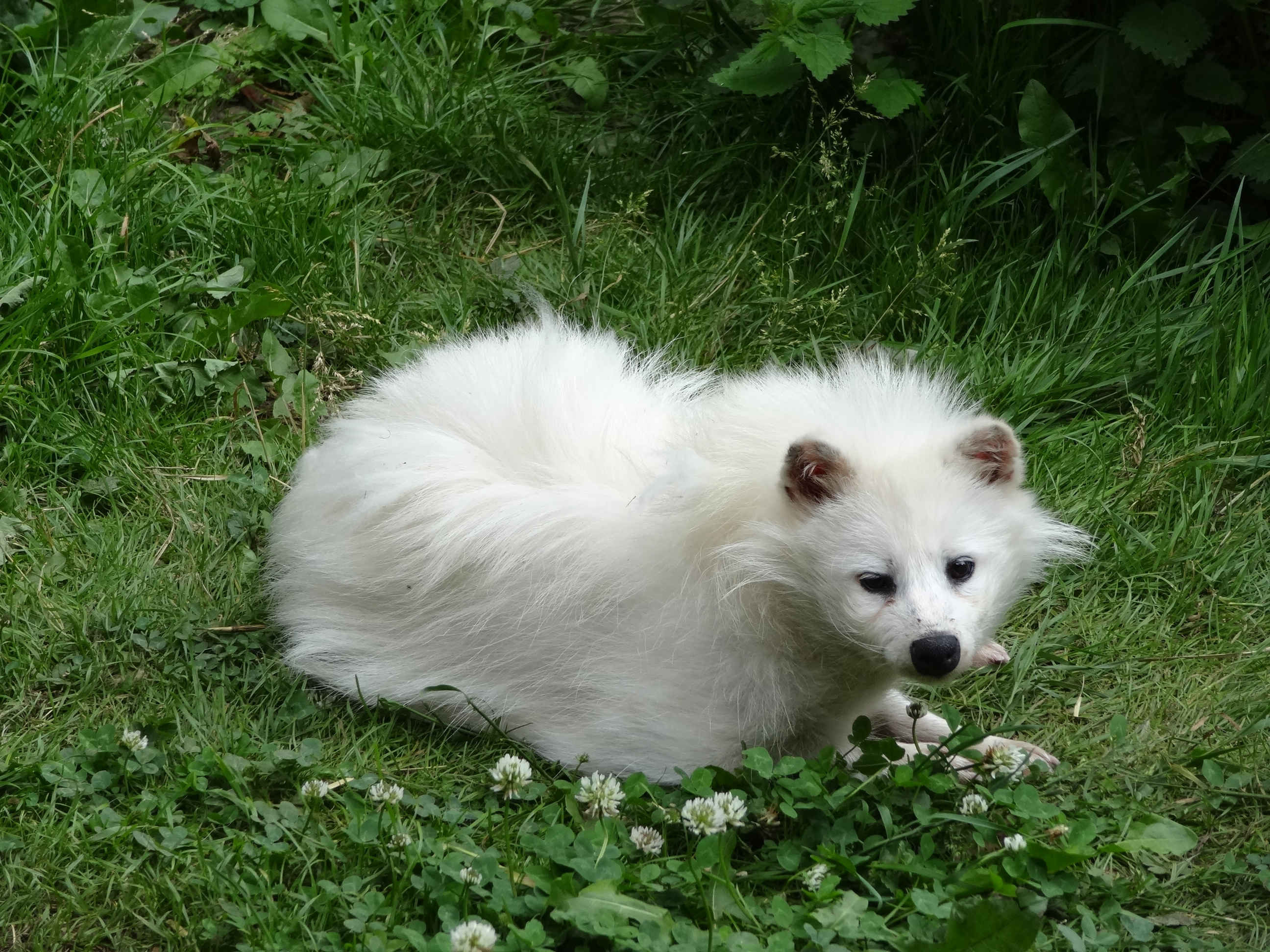
Variante blanche.

## Écologie

### Habitat
Le chien viverrin continental peut coloniser de nombreux environnements différents, allant des plaines aux forêts mixtes, mais a tendance à préférer les zones humides. La nature de l’habitat peut changer selon la saison, le cycle de vie, ou encore selon la sous-espèce. Les chiens viverrins de Chine apprécient les zones boisées, tandis que les chiens viverrins de l’Oussouri apprécient surtout les zones ouvertes,.
En journée, il niche dans des souches d’arbres, des terriers d’autres animaux comme ceux du blaireau asiatique ou européen, mais aussi dans des lieux à proximité des habitations humaines comme des granges, des vieilles maisons abandonnées ou des canalisations.
Durant l'automne, la masse du chien viverrin augmente considérablement car en hiver l'animal peut entrer dans un état semblable à une hibernation,,, réduisant ses réserves de graisse et diminuant d’un quart son métabolisme. Cette forme d’hibernation est plutôt une « torpeur », bien différente de l'hibernation réelle qu'on observe chez d'autres animaux car elle est moins profonde, n’est pas systématique et est conditionnée à une température égale ou inférieure à −5 °C mais aussi par l’impact des tempêtes et des fortes chutes de neige sur son environnement.

### Alimentation
Les chiens viverrins continentaux sont des omnivores se nourrissant d’insectes, de rongeurs, d’amphibiens, d’oiseaux, de poissons, de reptiles, de mollusques, de crabes, d’oursins, d’œufs, de charognes, d’excréments et de déchets humains, ainsi que de fruits, de noix et de baies,,,.  
Parmi les rongeurs ciblés, les campagnols prédominent dans les zones marécageuses, mais sont remplacés par les gerbilles dans les plaines comme dans la région d’Astrakhan. Les grenouilles constituent les amphibiens les plus couramment capturés ; dans la région de Voronej, ils consomment fréquemment des crapauds sonneurs, tandis qu’en Ukraine ce sont surtout des pélobate bruns. Les chiens viverrins peuvent consommer des crapauds à sécrétions cutanées toxiques en produisant de grandes quantités de salive pour diluer les toxines. Ils chassent également des oiseaux auquatiques, des passereaux et des oiseaux migrateurs. Le tétras est une proie courante dans leur aire introduite, et de nombreux cas de prédation sur le faisan sont recensés dans le territoire de l’Oussouri.  
Ils consomment des poissons échoués ou piégés dans de petites mares. Ils en capturent rarement pendant la période de frai, mais en consomment beaucoup lors de la fonte des glaces printanière. Dans le sud de leur aire, ils mangent aussi de jeunes tortues et leurs œufs. Parmi les mammifères insectivores, ils chassent des musaraignes, des hérissons et, plus rarement, des taupes et des desmans. Dans le territoire de l’Oussouri, les taupes constituent leur principale source de nourriture. Leur régime végétal est très varié et comprend des bulbes, des rhizomes, de l’avoine, du mil, du maïs, des noix, des fruits, des baies, du raisin, du melon, de la pastèque, de la citrouille et de la tomate.  
Les chiens viverrins communs adaptent leur régime selon les saisons : en fin d’automne et en hiver, ils se nourrissent surtout de rongeurs, de charognes et d’excréments, tandis qu’au printemps ce sont les fruits, les insectes et les amphibiens qui prédominent. En été, ils consomment moins de rongeurs et ciblent principalement les oiseaux nicheurs, les fruits, les céréales et les légumes.
Du fait de sa capacité à consommer une large gamme d’aliments, il menace la biodiversité européenne, notamment celle présente dans les environnements boisés et semi-aquatiques, relativement préservés des prédateurs jusqu’alors, mettant en danger des espèces locales d’amphibiens et d’oiseaux, par exemple.

### Concurrents et prédateurs
Dans son aire de répartition d’origine, le chien viverrin continental cohabite avec le renard roux et les différentes espèces de blaireaux (Meles et Arctonyx). En Europe, où le chien viverrin continental est introduit, il rivalise toujours avec les renards et les blaireaux européens pour les territoires, mais aussi pour la nourriture, notamment avec d’autres carnivores plus petits comme la fouine ou le putois d’Europe. Les blaireaux et les renards tuent régulièrement les petits et peuvent parfois tuer les adultes. 
La présence récente du chacal doré en Europe centrale a entraîné une diminution de la population de chiens viverrins continentaux dans certaines régions où ils étaient trop nombreux.
Pouvant être responsable des deux-tiers de la prédation dans certaines régions, le loup est le principal prédateur du chien viverrin continental, notamment en hiver. Il peut également être ciblé par la martre à gorge jaune, le lynx, le glouton mais également par de grands rapaces comme le grand duc d’Europe ou l’aigle royal.

## Interactions avec l’homme

### Exploitation pour la viande et la fourrure
Il arrive que dans certaines régions de Chine que le chien viverrin continental soit vendu et consommé pour sa viande.  

### En tant qu’espèce envahissante en Europe

#### Introduction en ex-URSS
Entre 1928 et 1955, plus de 9 000 sujets ont été lâchés dans la partie européenne de l’ex-Union soviétique, en vue d’y augmenter la production de fourrures. En effet, la fourrure de cet animal était très prisée et servait en particulier à produire des vêtements pour l'armée soviétique. 
Les premières introductions ont eu lieu en 1928 en Ukraine, suivies d'autres expériences d'introduction dans le milieu naturel, dans les régions européennes et quelques régions asiatiques de l’ancienne URSS, depuis la Carélie jusqu’en Moldavie en passant par la Baltique, la Biélorussie et l’Ukraine, ainsi que dans des secteurs de la Russie, le Caucase, le Kazakhstan et l’île de Sakhaline en Asie extrême-orientale.
Dans les années 1940–1950, l'élevage du chien viverrin s'est intensifié en URSS, en particulier en raison des besoins importants de l'Armée rouge au cours de cette période. Des animaux échappés de ces élevages sont alors venus renforcer les populations sauvages. À la fin de la Seconde Guerre mondiale, les besoins en fourrure n'étant plus si importants, de nombreux élevages ont fermé, et les animaux furent relâchés. Plus de 9 000 animaux furent ainsi relâchés entre 1948 et 1955.

#### Espèce envahissante en Europe
L’espèce connut alors une rapide expansion vers le nord, le centre, et l’ouest de l’Europe. Les premiers spécimens observés dans les pays limitrophes l'ont été en Finlande, au milieu des années 1930. L'animal a ensuite colonisé l'Europe de l'Ouest.
Entre 1935 et 1984, le chien viverrin a colonisé 1,4 million de kilomètres carrés de territoire. Il est jugé fréquent dans les régions situées en Russie, dans le sud de la Finlande, en Estonie, en Lettonie, en Lituanie, en Biélorussie, en Ukraine, en Moldavie, dans le nord et l’est de la Pologne, et dans l’est de la Roumanie. Son expansion s'est ralentie dans les années 1970, en raison du manque d’habitats appropriés et du fait également d'un taux de mortalité élevé (chasse, captures et accidents avec des automobiles). Au cours des années 1990, un regain d’expansion a été enregistré en Allemagne, mis en évidence par une augmentation très sensible du nombre d'animaux tués par les chasseurs :
En Europe, le chien viverrin est inscrit depuis 2019 dans la liste des espèces exotiques envahissantes préoccupantes pour l’Union européenne. Cela signifie que cette espèce ne doit pas être importée, élevée, transportée, commercialisée, ou libérée intentionnellement dans la nature, et ce nulle part dans l’Union européenne. Il est également interdit de le maintenir en captivité. Au cours de la même année, il fut notamment est interdit à la vente en Grande-Bretagne car de nombreux individus peu dociles ont été abandonnés dans la nature sur l'île et l'espèce risque de proliférer et d'envahir tout le Royaume-Uni.

#### En France
En France, le chien viverrin continental a été observé pour la toute première fois dans la nature en 1975 dans la localité de Schwerdorff en Moselle. Une deuxième observation est attestée dans l’Aisne en 1979. Les premiers cas de reproduction sont confirmés en 1988 dans le département de la Haute-Saône. Il pourrait s’agir de populations sauvages issues d’Europe centrale arrivées par l’Allemagne, ainsi que d’individus issus d’élevages de particuliers ou de parcs. Les chiens viverrins venus d’Allemagne seraient issus de la sous-espèce originaire de l’Oussuri, tandis que les chiens viverrins présents dans les autres régions seraient issus d'autres sous-espèces.
Les preuves de la présence du canidé se sont multipliées depuis lors, particulièrement durant les années 1990. Mais depuis le début des années 2010, les observations se sont raréfiées et certains pensent que l’animal est non acclimaté. Aujourd’hui, la fréquence trop marginale des observations d'individus dans la nature ne permet pas de définir clairement quelles menaces il pourrait faire peser sur l’écosystème local. Néanmoins, il fait l’objet d’une surveillance accrue dans la région du Haut-Rhin et aux alentours, en prévision d’augmentations de la population présente en Allemagne de l’Ouest, pouvant potentiellement migrer dans les pays alentours.
Sur le territoire national, le chien viverrin (en tant qu’espèce Nyctereutes procyonoides comme taxon unique) est classé susceptible d'occasionner des dégâts (ESOD). Son piégeage est autorisé toute l’année, et hors de la période de chasse. Son tir est soumis à autorisation délivrée par le préfet.

#### Programme de réduction des populations

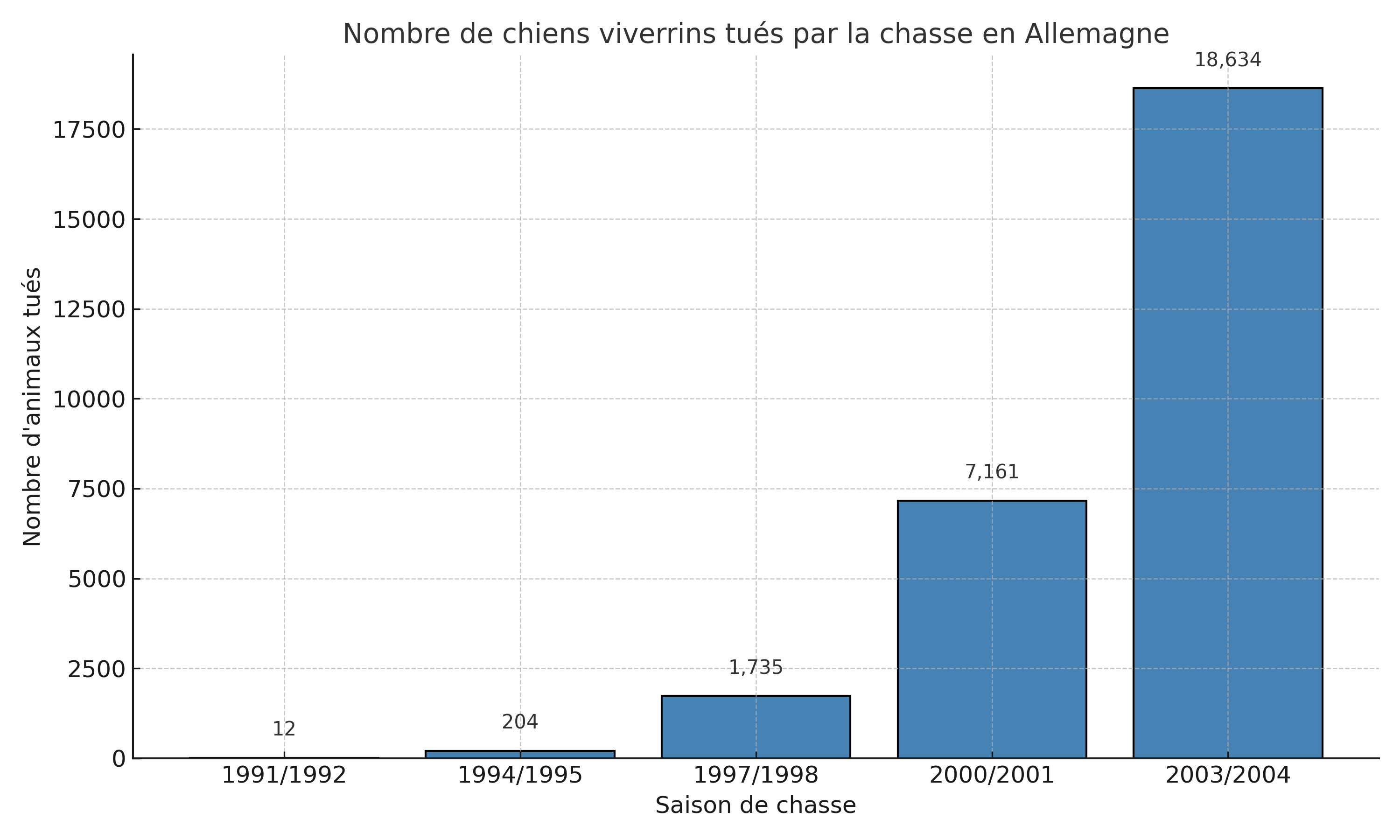
Nombre de chiens viverrins tués par la chasse en Allemagne.

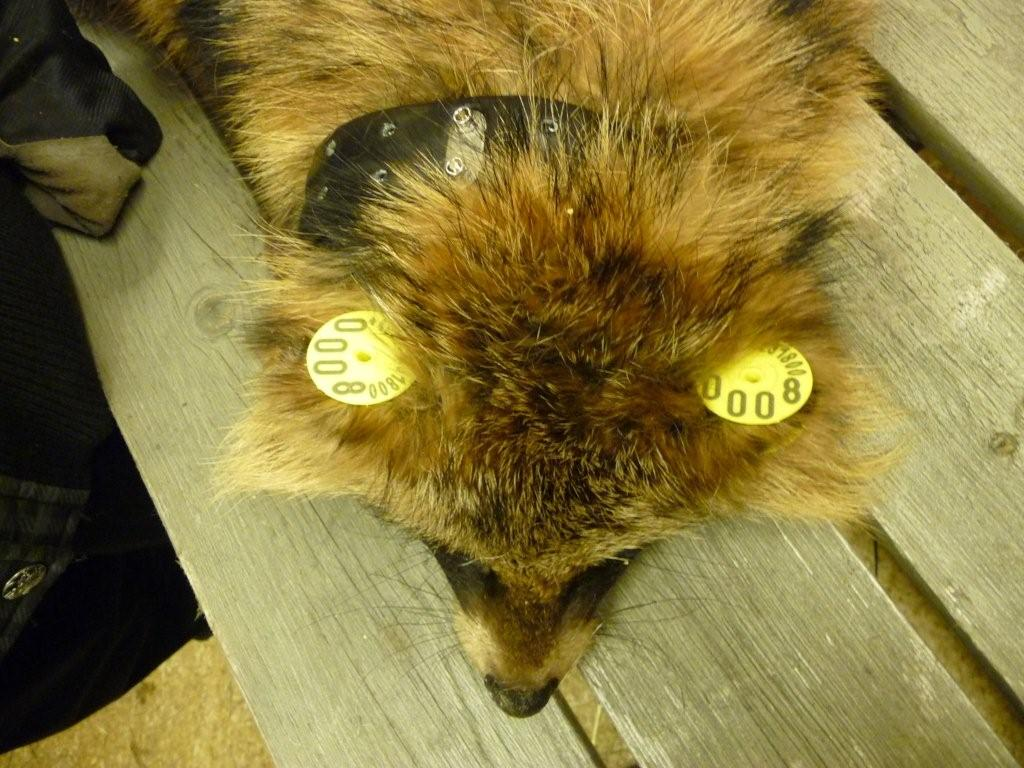
Un tanuki de Sibérie (Nyctereutes procyonoides ussuriensis) avec un émetteur GPS, en Suède.

Le chien viverrin continental étant une espèce envahissante, l’ensemble des États membres sont tenues de surveiller et d’éradiquer les populations présentes dans la nature ou, si c’est irréalisable, de mettre en place des mesures de gestion efficaces pour limiter leur dispersion et réduire au minimum leurs effets néfastes. 
Depuis le milieu des années 2000, pour limiter l’invasion d’animaux en provenance de Finlande, la Suède met en place, un plus d’un plan d’abattage, la chèvre de Judas, consistant à capturer les individus, les stériliser et les étiqueter, puis les relâcher dans la nature et les surveiller jusqu’à ce qu’ils trouvent un partenaire pour former des couples stériles. Cette technique trouve son efficacité et l’abattage d’animaux est de moins en moins fréquent.

### Enjeux de santé publique
Depuis son introduction en Europe due à son exploitation pour la fourrure, le chien viverrin continental a suscité une attention toute particulière auprès des médias pour le grand nombre de problèmes de santé publique que l’animal peut faire peser. En effet, la grande diversité de pathogènes différents qu’il peut contracter, dans la nature, ou en élevage, serait propice à l’apparition de zoonoses.

#### Coronavirus
Un virus similaire au SARS-CoV a été isolé chez des civettes palmistes à masque (Paguma larvata), un chien viverrin et des humains travaillant dans un marché d'animaux vivants à Guangdong, en Chine, en mai 2003.
On pensait à l'origine que les chiens viverrins, ainsi que les civettes palmistes à masque, étaient des espèces-réservoirs du coronavirus lié au syndrome respiratoire aigu sévère, mais des analyses génétiques ont depuis attribué ce statut aux chauves-souris. Les chiens viverrins n'étaient probablement que des hôtes transitoires accidentels.
Selon le virologue allemand Christian Drosten, le chien viverrin est l'hôte intermédiaire le plus probable pour la transmission du SARS-CoV-1 et du SARS-CoV-2 à l'homme, les chiens viverrins étant élevés en Chine pour leur fourrure,,.
Le marché d'animaux vivants de Wuhan a été l'un des premiers lieux de transmission du Covid-19 et, avant même la pandémie, l'endroit a été identifié comme un site favorable aux zoonoses (maladies transmises à l'homme par d'autres espèces). Des échantillons prélevés sur le marché au début de l'année 2020 ont révélé des niveaux élevés de SARS-CoV-2 et de matériel génétique de chien viverrin (souvent les deux dans les mêmes échantillons), en particulier dans un stand (Stall 29) qui gardait une cage de chiens viverrins au-dessus d'une cage contenant des volailles, conditions optimales pour que le virus franchisse la barrière interspécifique. L'existence d'un tel étal a été contestée par les autorités chinoises,. L'étal avait été photographié en 2014 par Edward C. Holmes, un virologue australien qui a visité le marché alors qu'il travaillait avec des chercheurs locaux et qu'il était professeur invité au Centre chinois de contrôle et de prévention des maladies (CCDC) de 2014 à 2020. Il avait également été filmé par un habitant en décembre 2019 et posté sur Weibo,,. Dans l'absolu, les chiens viverrins attrapent et propagent facilement le Covid-19.
Le marché était fermé le 1er janvier 2020 et les animaux avaient été retirés avant l'arrivée des autorités de santé publique du CCDC,. Bien que les échantillons ne prouvent pas complètement que le chien viverrin soit l'hôte intermédiaire « manquant » dans la chaîne de transmission de la chauve-souris à l'homme, ils montrent que des chiens viverrins étaient présents sur le marché de Wuhan au moment de la flambée initiale de SARS-CoV-2, dans des zones également positives à l'ARN du SARS-CoV-2, et renforcent considérablement cette hypothèse en tant qu'origine proximale  de la pandémie,.
Certains chercheurs chinois ont publié une analyse préliminaire de ces échantillons en février 2022, concluant que le coronavirus présent dans les échantillons avait probablement été introduit par des humains et non par les animaux en vente, mais des omissions dans l'analyse ont soulevé des questions et les données brutes des échantillons n'ont pas encore été publiées,. Comme les revues universitaires exigent souvent que les données brutes soient publiées avant d'être examinées, les universitaires s'attendaient à la publication des données brutes derrière l'article préliminaire. Aucune donnée génétique brute n'a été auparavant accessible aux universitaires ne travaillant pas dans des institutions chinoises, jusqu'à ce que les séquences génétiques de certains prélèvements effectués sur le marché soient téléchargées dans une base de données internationale,. Florence Débarre, chercheuse au CNRS, est tombée sur les échantillons le 4 mars 2023 et les a portés à l'attention d'autres scientifiques. Une équipe internationale de chercheurs s'est réunie pour analyser les nouvelles données, mais lorsqu'elle a pris contact avec les chercheurs chinois du Centre chinois de contrôle et de prévention des maladies qui avaient téléchargé les données, elle n'a reçu aucune réponse et les échantillons ont été retirés de la base de données publique par les auteurs du téléchargement. L'analyse des séquences téléchargées se poursuit sans la collaboration de la Chine depuis le 16 mars 2023. Le 14 mars, le groupe de chercheurs a présenté une analyse préliminaire lors d'une réunion du Scientific Advisory Group for Origins of Novel Pathogens (SAGO) de l'Organisation mondiale de la santé, à laquelle plusieurs chercheurs chinois étaient présents. Peu de temps après, des changements dans le statut de la prépublication ont suggéré qu'elle était désormais en cours d'examen en vue d'une publication imprimée. L'équipe de recherche s'est félicitée de cette décision et a espéré que l'article de l'équipe chinoise serait révisé pour inclure les données génétiques complètes, précisant qu'elle publierait également une analyse et qu'elle espérait qu'en tant que scientifiques, ils travailleraient ensemble sur ces questions.
Le New York Times n'a pas été en mesure de joindre les scientifiques chinois pour un commentaire le 16 mars, mais George Gao, l'ancien directeur du CCDC et auteur principal de l'article publié en février 2022, a déclaré à Science qu'il n'y avait « rien de nouveau » dans les données brutes et a refusé de répondre aux questions sur les raisons pour lesquelles son équipe de recherche les avait retirées de la base de données. Le 17 mars, le directeur général de l'OMS a déclaré que les données auraient dû être partagées trois ans plus tôt et a appelé la Chine à faire preuve de plus de transparence dans le partage des données scientifiques. D'autres données provenant d'autres échantillons n'ont pas encore été rendues publiques. Maria Van Kerkhove, responsable du projet Covid-19 à l'OMS, a demandé qu'elles soient rendues publiques immédiatement.
Le gouvernement chinois a longtemps avancé que le virus n'était pas d'origine chinoise et, jusqu'en juin 2021, a nié que des animaux vivants avaient été commercialisés sur le marché de Wuhan.
En mars 2023, une équipe internationale de chercheurs, dont Florence Débarre (CNRS), Michael Worobey (Université d’Arizona) et Edward C. Holmes (Université de Sydney), analyse des données génétiques environnementales brièvement mises en ligne sur la base GISAID. Ces données, issues d’échantillons prélevés début 2020 sur le marché de Huanan à Wuhan, révèlent la co‑présence d’ARN du SARS‑CoV‑2 et d’ADN mitochondrial de chien viverrin dans plusieurs échantillons, en particulier dans la zone du stand 29 où ces animaux étaient détenus. Bien que cette découverte ne permette pas de prouver que les chiens viverrins étaient infectés ou à l'origine directe de la transmission, elle renforce considérablement l’hypothèse de leur rôle d’hôte intermédiaire. Peu après leur découverte, les séquences sont retirées de la base par les chercheurs chinois les ayant initialement publiées, suscitant des interrogations sur la transparence scientifique,,.
En septembre 2024, une étude dirigée par Florence Débarre et publiée dans la revue Cell par une équipe internationale comprenant le CNRS, Sorbonne Université, l’IRD, l’INRAE et l’UPEC, confirme et approfondit ces résultats. L’analyse métatranscriptomique de plus de 800 échantillons environnementaux du marché de Huanan montre la co‑présence fréquente d’ARN du SARS‑CoV‑2 et de matériel génétique de chien viverrin dans les zones où cette espèce était maintenue. Cette étude renforce fortement l’hypothèse selon laquelle le chien viverrin aurait pu servir d’hôte intermédiaire dans l’émergence du virus chez l’humain.

## Note et références